# Ixora tenuiflora
Ixora tenuiflora là một loài thực vật có hoa trong họ Thiến thảo. Loài này được Roxb. mô tả khoa học đầu tiên năm 1820.